# Лес Чазес (Болцано)
Лес Чазес је насеље у Италији у округу Болцано, региону Трентино-Јужни Тирол.
Према процени из 2011. у насељу је живело 11 становника. Насеље се налази на надморској висини од 1532 м.